# David M. Lorenz
David Marius Lorenz (auch bekannt als David M. Lorenz) ist ein deutscher Drehbuchautor. 

## Biografie

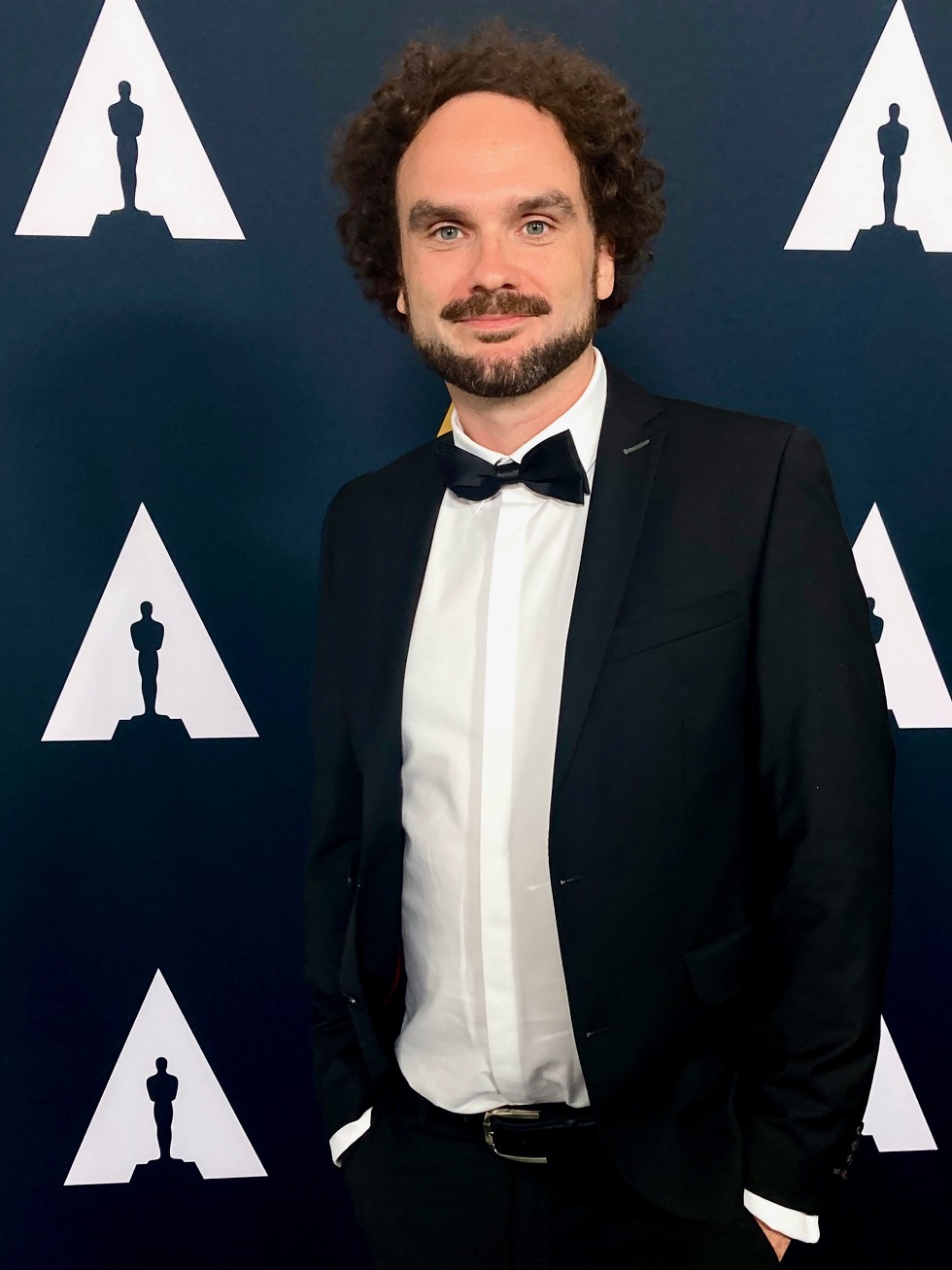
David M. Lorenz, 2023

David Marius Lorenz wuchs in Freiburg i. Br. auf und entdeckte bereits in jungen Jahren seine Leidenschaft für das Geschichtenerzählen. Schon als Kind schrieb er Kurzgeschichten und zeichnete Comics, die veröffentlicht wurden. Nach einem Zivildienst in Sydney arbeitete er an Filmsets in München und Wien. Anschließend absolvierte er ein Bachelorstudium in Audiovisuelle Medien in Berlin sowie ein Masterstudium im Fachbereich Drehbuch in Hamburg.
Lorenz schrieb und inszenierte mehrere Kurzfilme, die auf über 800 internationalen Filmfestivals gezeigt und vielfach ausgezeichnet wurden. Sein Abschlussfilm an der Hamburg Media School war Finalist bei den Student BAFTA Awards und wurde 2023 mit einem Student Academy Award ausgezeichnet.
Zwischen Bachelor- und Masterstudium bereiste Lorenz über einen Zeitraum von vier Jahren die Welt und arbeitete ortsunabhängig in Ländern wie China, Georgien, Indien, Sri Lanka, Indonesien, dem Iran, Kolumbien, Südkorea, Sri Lanka, Thailand, der Türkei und Vietnam.

## Drehbücher (Auswahl)
- 2023: Istina (Drehbuch)
- 2022: Get Home Safe (Drehbuch)
- 2021: Stadtmusik (Drehbuch)
- 2020: Spring in Autumn (Drehbuch)
- 2017: #selfie (Regie, Drehbuch, Produzent)
- 2016: Wir könnten, wir sollten, wir hätten doch... (Regie, Drehbuch, Produzent)
- 2015: In Zukunft (Drehbuch, Produzent)
- 2014: Entschuldigen Sie bitte die kurze Störung (Regie, Drehbuch, Produzent)[5]
- 2013: In the Nick of Time (Regie, Drehbuch, Produzent)

## Nominierungen und Auszeichnungen (Auswahl)
- 2023: Gewinner des Student Academy Award für Istina[3]
- 2023: Gewinner Publikumspreis beim Filmfestival Max Ophüls Preis für Istina
- 2023: Nominierung BAFTA Student Awards für Istina
- 2022: Gewinner Publikumspreis beim Filmkunstfest M-V für Get Home Safe
- 2022: Gewinner Best Short beim FILMZ - Festival des Deutschen Kinos für Get Home Safe
- 2022: Gewinner Publikumspreis beim Exground Filmfest Wiesbaden für Get Home Safe
- 2022: Gewinner Engelke Award beim Internationales Filmfest Emden-Norderney für Get Home Safe
- 2017: Gewinner des Best Short Award beim Ischia Film Festival (Italien) für #selfie
- 2017: Nominierung Deutscher Menschenrechtspreis für Wir könnten, wir sollten, wir hätten doch...
- 2016: Gewinner des Sleepwalkers Grand Prize beim Tallinn Black Nights Film Festival für #selfie
- 2015: Gewinner Karama Feather Award beim Karama Human Rights Film Festival für Wir könnten, wir sollten, wir hätten doch...
- 2014: Gewinner Most Inspiring Film Award beim Heart of Gold Film Festival (Australia) für In the Nick of Time